# Heavenly Sword
Heavenly Sword är titel på ett spel som släpptes till Playstation 3 i september 2007. Utvecklare av spelet är Ninja Theory och spelet gavs ut av Sony Computer Entertainment Europe.